# Бухштаб, Борис Яковлевич
Бори́с Я́ковлевич Бу́хштаб (5 [18] декабря 1904 или 18 декабря 1904, Санкт-Петербург — 17 сентября 1985, Ленинград) — советский литературовед, библиограф и критик, педагог, писал также историческую и детскую художественную прозу. Доктор филологических наук (1965).

## Биография
Родился 18 декабря 1904 года в Санкт-Петербурге в семье врача.
В 1914 году поступил в 3-ю Петроградскую мужскую гимназию, которую не успел окончить, так как с 1919 года семья ездила по стране вместе с Красноармейским госпиталем, начальником которого служил Я. А. Бухштаб. 
В 1921 году окончил школу в Ставрополе и поступил на словесно-исторический факультет Ставропольского института народного образования.
В 1922 году перевёлся на первый курс факультета общественных наук Петроградского университета, который окончил в 1924 году. Параллельно учился на Высших курсах библиотековедения при Российской публичной библиотеке.
Работал в библиографическом отделе Публичной библиотеки (с 1926), преподавал на Государственных курсах техники речи (1925—1926), на Курсах публичной речи (1926—1927), на Высших курсах искусствоведения (1927—1930). Аспирант ИЛЯЗВ (1925—1928).
8 февраля 1928 года арестован вместе с другими участниками дружеского объединения «Сосьете — Общество удовольствий» (признаны невиновными и освобождены на подписку о невыезде 28 марта). Повторно арестован в феврале 1933 года, освобождён через две недели.
В 1938 году получил учёную степень кандидата наук без защиты диссертации. Преподавал в Библиотечном институте. Член Союза писателей с 1939 года (как детский писатель).
Пережил блокадную зиму, в июле 1942 года эвакуирован в Омск. Заведовал кафедрой русской литературы Омского педагогического института. Редактор издания «Омский альманах». Вернулся в Ленинград в сентябре 1944 года.
В 1965 году защитил докторскую диссертацию «Русская поэзия 1840—1850-х годов».
Автор одной из первых книг о Борисе Пастернаке (опубликована в 1996 году). Наиболее известен исследованиями жизни и творчества Фета, Тютчева, Некрасова, Салтыкова-Щедрина, Чернышевского, теоретическими работами по русскому стиху.

## Семья
- Отец — Яков Абрамович Бухштаб (22 мая 1875, Одесса[5] — 1946), врач-хирург, выпускник Университета Святого Владимира, был первым браком (до 1901) женат на Матильде Давидовне Коган-Бернштейн[6][7].
- Мать — Эсфирь (Эмилия) Семёновна Бухштаб (в девичестве Бак, 1879—1969)[8][9].

Сёстры — инженер-химик Александра Яковлевна Бухштаб (в замужестве Адашева; 1905—1943) и библиотекарь Элла Яковлевна Бухштаб (1910—1987). 
Дед — присяжный поверенный Абрам Григорьевич Бухштаб (1843 — 13 августа 1913), практиковал в доме В. А. Анатра на Еврейской улице, № 2.
По материнской линии — двоюродный брат литературоведа Г. А. Гуковского и искусствоведа М. А. Гуковского; по отцовской — математика А. А. Бухштаба. Внучатый племянник издателя Ю. Б. Бака.
Первая жена — Наталья Сергеевна Мичурина (1904—1976), преподаватель истории и библиограф.
Вторая жена — Галина Григорьевна Шаповалова (1918—1996), фольклорист.

## Основные публикации
- Герой подполья. Историческая повесть. М.; Л., 1927 (4-е издание 1931)
- Лёвкина школа. М., 1929
- На страже. Историческая повесть. М.; Л., 1931
- Сказки М. Е. Салтыкова-Щедрина, Л., 1958;
- Русские поэты. Л., 1970;
- А. А. Фет. Очерк жизни и творчества. М., 1974 (2-е изд. 1990; в сер. «Литературоведение и языкознание»);
- Литературоведческие расследования. М.: Современник, 1982;
- Н. А. Некрасов: (Проблемы творчества). Л., 1989

Статьи
- О «Муравьевской оде» Некрасова // «Каторга и ссылка», 1933, № 12;
- Добролюбов — поэт // Добролюбов Н. А. Полное собрание сочинений. Т. 6. М., 1939;
- Козьма Прутков. // Полное собрание сочинений Козьмы Пруткова. Советский писатель, 1949.
- Поэты сороковых годов // История русской литературы. Т. 7, М. — Л., 1955;
- Тютчев; Фет // История русской литературы. Т. 8, ч. 2, М. — Л., 1956;
- К истории стихотворения Н. А. Некрасова «Катерина» // «Некрасовский сборник. Т. 1». М. — Л., 1951;
- Начальный период сатирич. поэзии Некрасова. 1840—1845 // «Некрасовский сборник. Т. 2». М. — Л., 1956
- Сатира Н. А. Некрасова в 1846—1847 годах // «Некрасовский сборник. Т. 3». М. — Л., 1960;
- Академическое или для академиков? // В мире книг. 1975. № 10;
- Чужие строки в стихах Некрасова // Некрасовский сборник. Вып. 8. Л., 1983;
- Сказы о народных праведниках: «Очарованный странник», «Левша», «Тупейный художник» Н. С. Лескова // Вершины. Вып. 3. — М.: Детская литература, 1983. — с. 5—20;
- Лирика Пастернака // Литературное обозрение. 1987. № 9;
- Добролюбов или Некрасов? (К истории первого посмертного Собрания сочинений Н. А. Добролюбова) // Книга. Исследования и материалы. 1987. Вып. 54;
- К истории текста стихотворения Лермонтова «Они любили друг друга так долго и нежно…» // Известия АН СССР. Сер. литературы и языка. 1988. Т. 47, № 2;
- Поэзия Мандельштама // Вопросы литературы. 1989. № 1;
- Вагинов // Тыняновский сборник. Рига, 1990;
- Стихи Тютчева о времени // Русский романтизм: Пространство и время. Даугавпилс, 1991

Другие публикации
- Письмо к Л. Н. Колесовой от 17 января 1980 // Проблемы детской литературы. Петрозаводск, 1989;
- Письмо А. Н. Узилевскому о «Библиотеке поэта» // Узилевский А. Дом книги. Л., 1990;
- Письма к Б. О. Корману // Проблема автора в художественной литературе. Ижевск, 1993;
- «Мы Опояза поздний цвет…»: (Из поэтического архива) // Russian studies. 1996.